# 端迪镇区
端迪镇区，又译端低镇区，是缅甸仰光省端迪县下辖的一个镇区。
沟通伊洛瓦底江和仰光河的水路要道端迪运河以此地得名。

## 历史沿革
2022年4月30日，端迪镇区划归端迪县管辖。